# Araneus taperae
Araneus taperae är en spindelart som först beskrevs av Cândido Firmino de Mello-Leitão 1937.  Araneus taperae ingår i släktet Araneus och familjen hjulspindlar. Inga underarter finns listade i Catalogue of Life.